# Notre-Dame du Kreisker

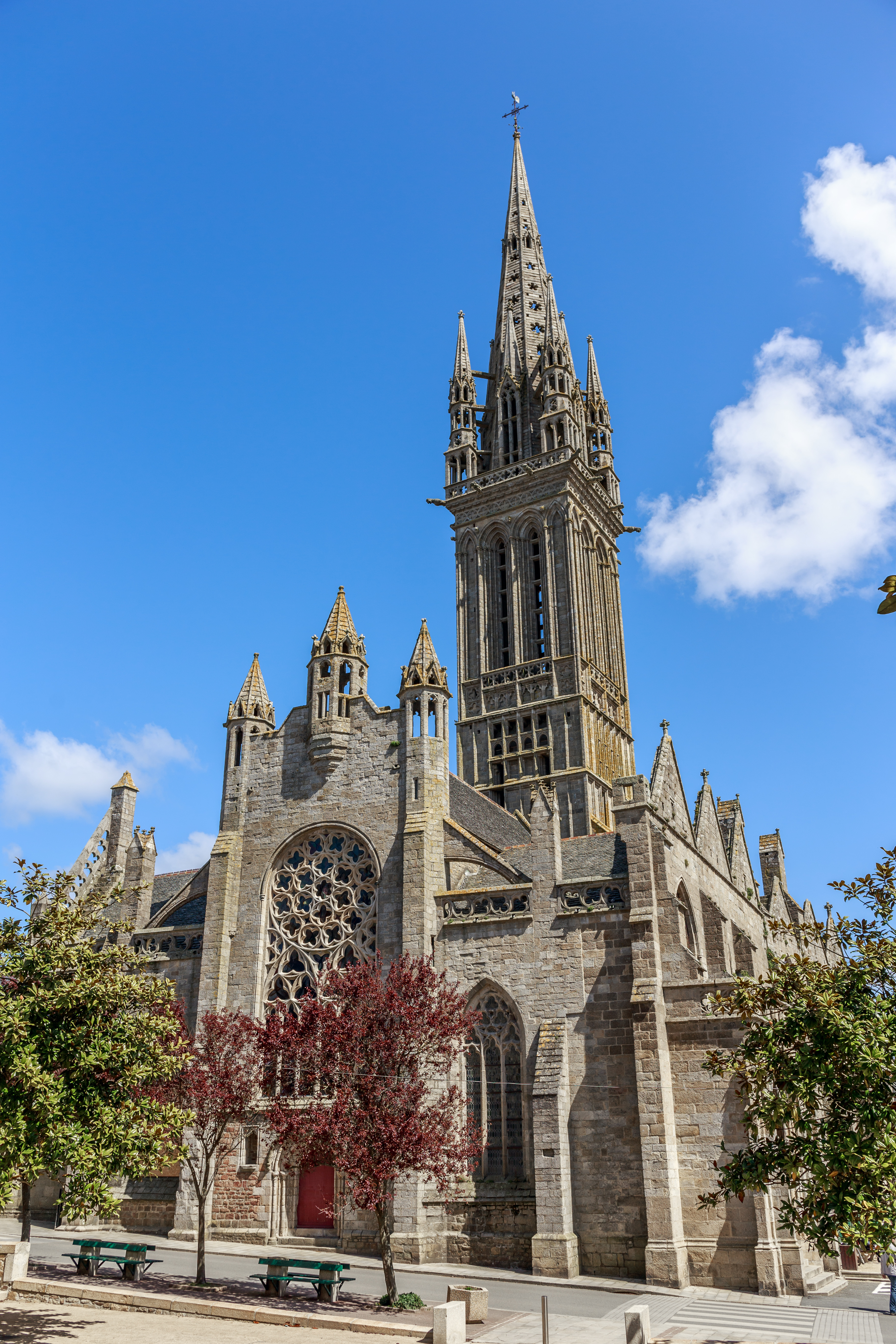
Kirche Notre-Dame-du-Kreisker

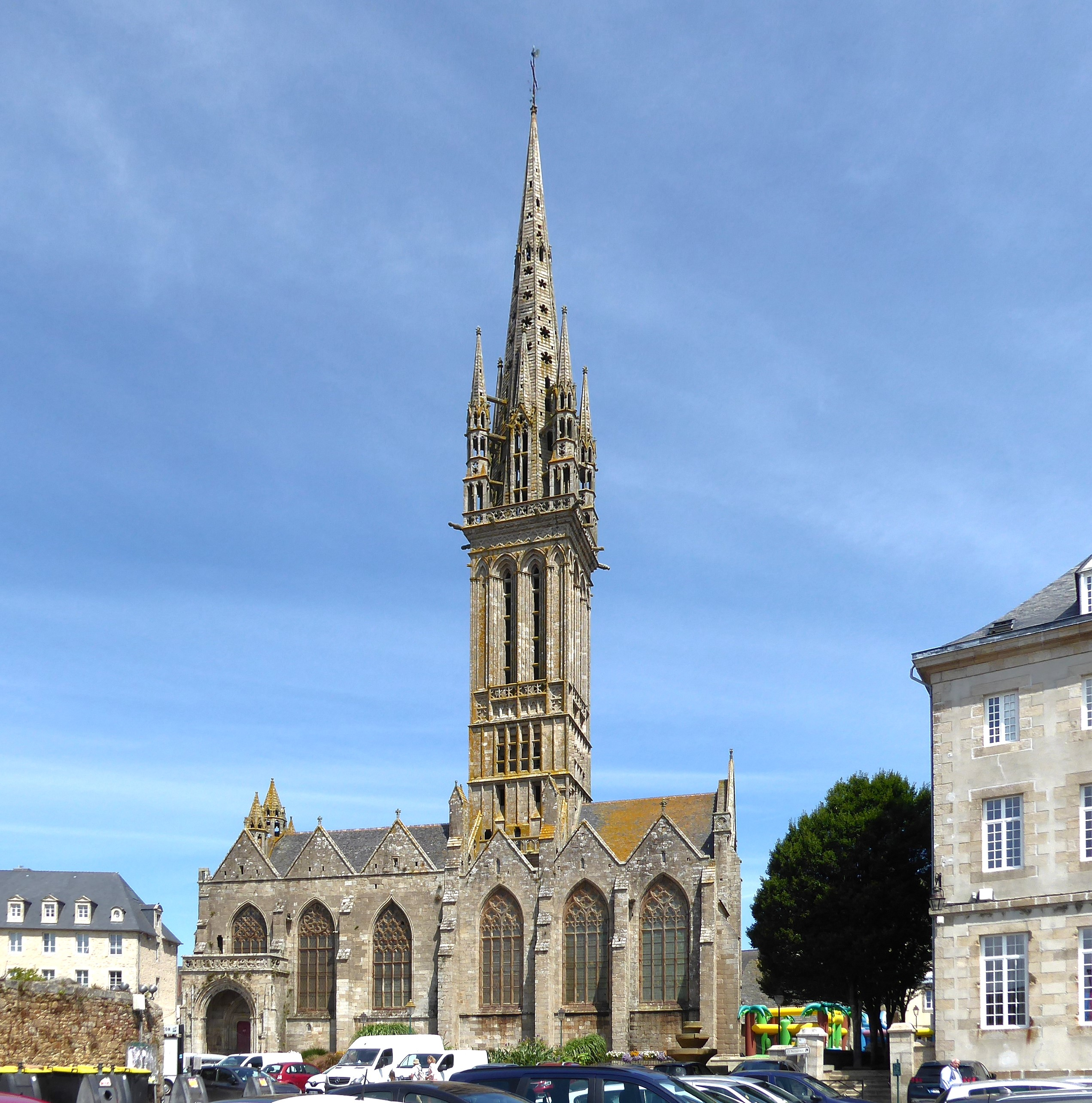
Ansicht von Süden (2024)

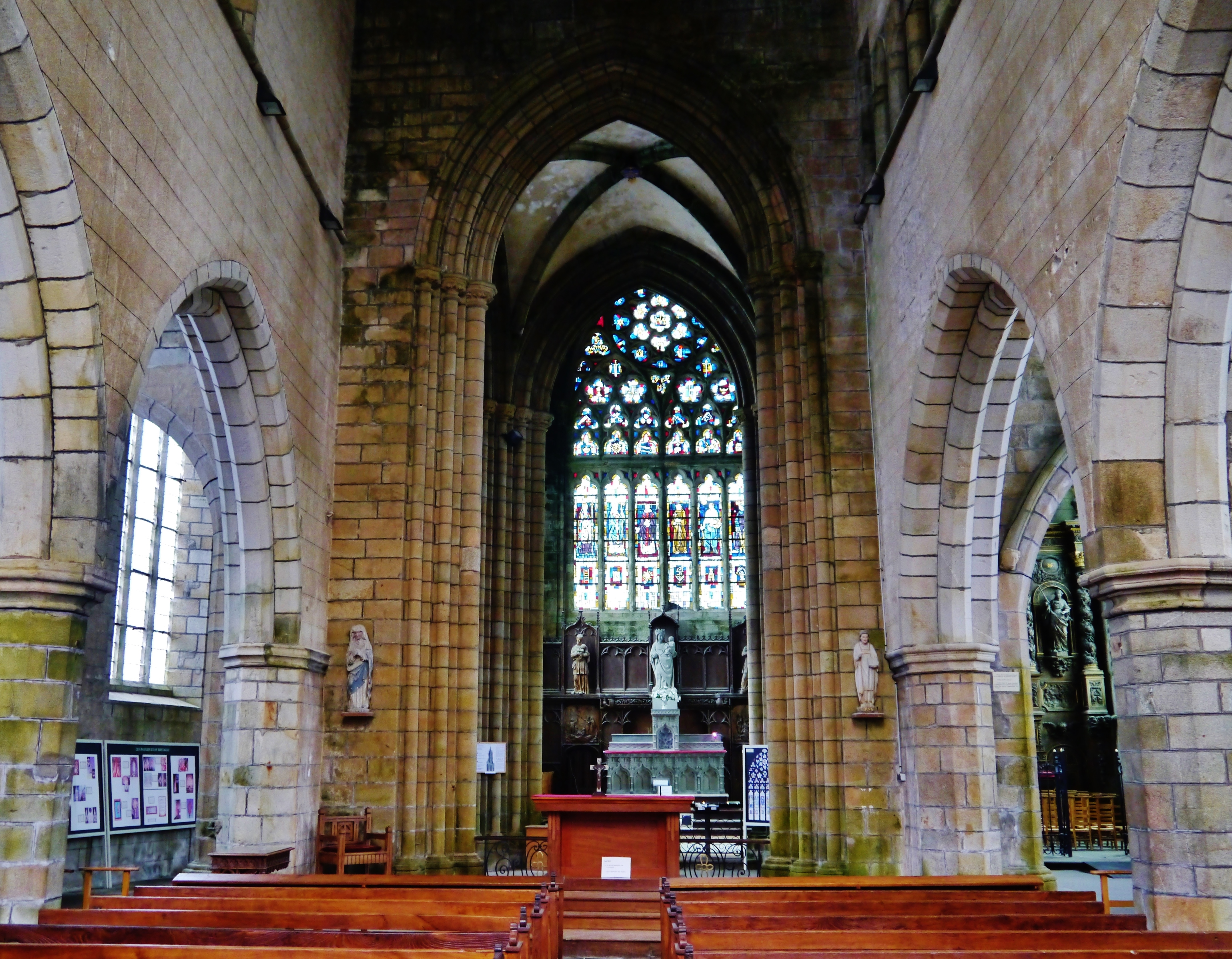
Kirchenschiff

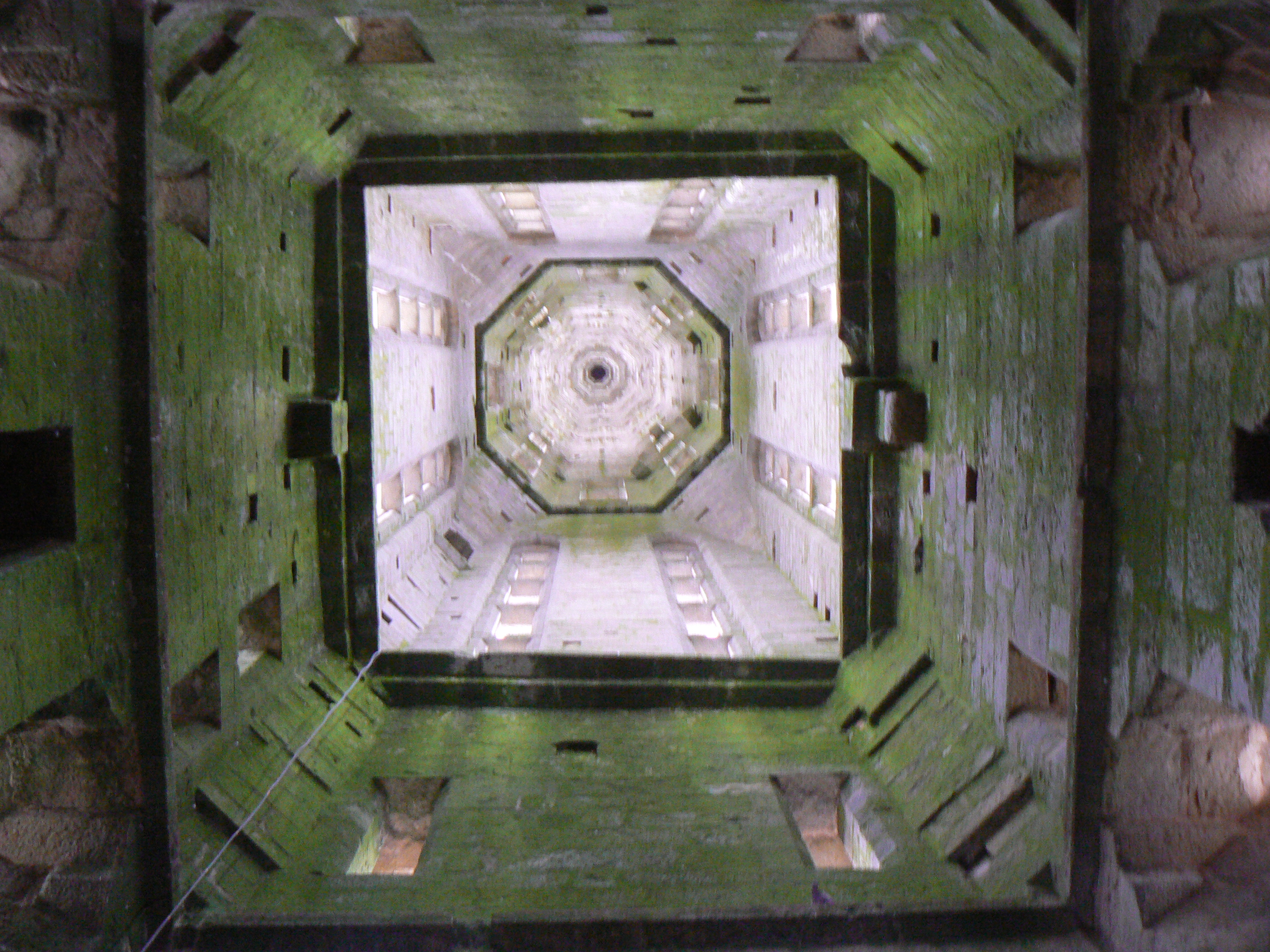
Blick in den Laternenturm

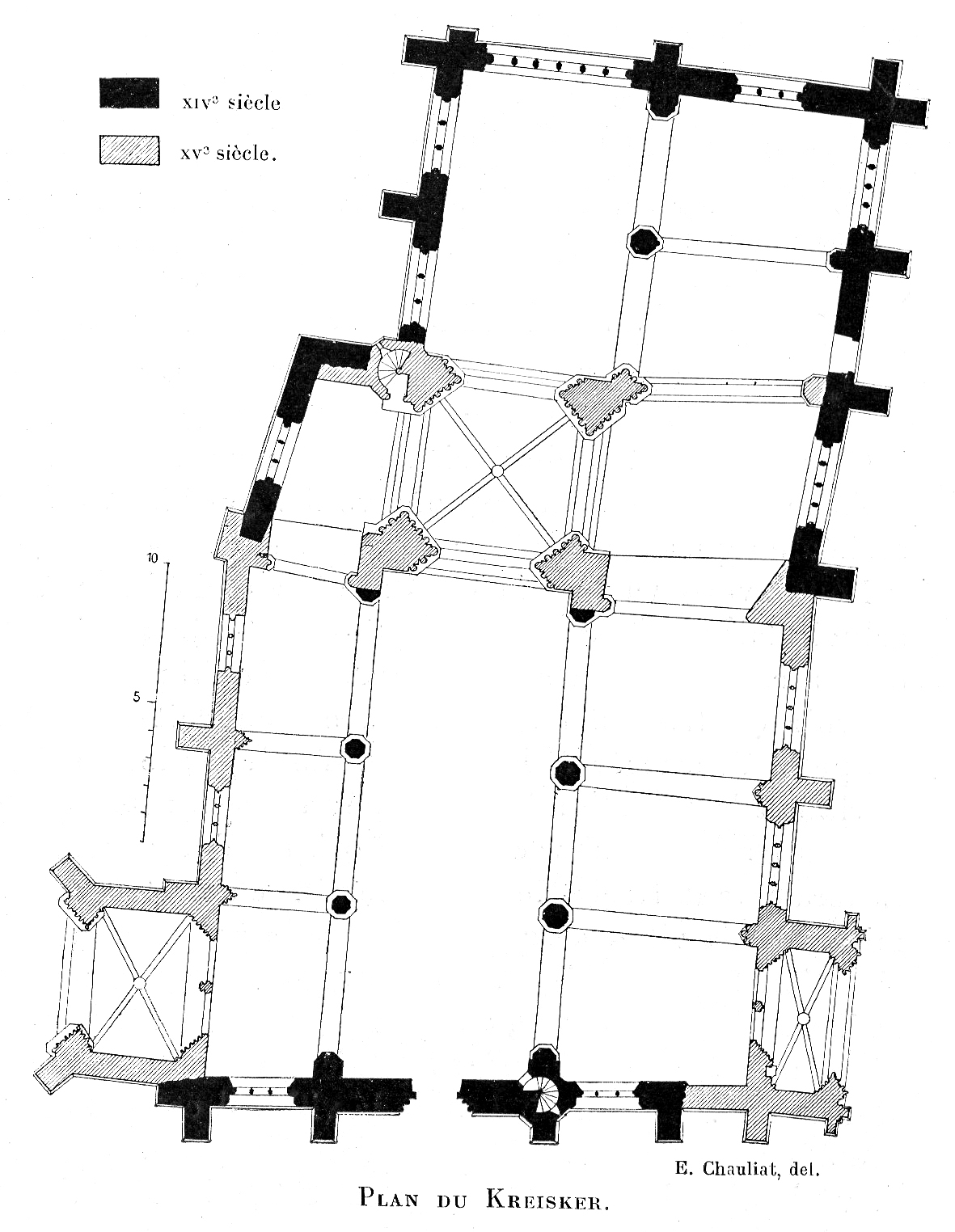
Grundriss der Kirche

Die  römisch-katholische Kirche oder Kapelle Notre-Dame-du-Kreisker (lateinisch Ecclesia Beatæ Mariæ de Medio-Villæ) in der bretonischen Kleinstadt Saint-Pol-de-Léon ist eine der bedeutendsten spätgotischen Kirchen im Nordwesten Frankreichs; sie ist seit dem 19. Jahrhundert als Monument historique anerkannt.

## Legende
Eine Legende führt die Entstehung der Kirche auf eine Leinenweberin des 6. Jahrhunderts zurück, die – gegen das Gebot der Kirche – auch an einem Sonntag arbeitete, woraufhin sie vollständig gelähmt wurde. Sie bereute jedoch ihr Tun und wurde vom später als heilig verehrten walisischen Missionar Guirec geheilt. Zum Dank schenkte sie ihm ihr Haus, das er in eine Kapelle umwandelte. An deren Stelle ließ später Herzog Johann der Eroberer (1339–1399) einen Vorgängerbau der heutigen Kirche errichten.

## Lage
Die gut 1 km vom Meer entfernte Kirche steht etwa 350 m südlich der ehemaligen Kathedrale Saint-Aurélien nahe dem Ortszentrum von Saint-Pol-de-Léon (bretonisch kreiz kear = „Ortsmitte“), einer Küstenstadt im Département Finistère am Ärmelkanal etwa 60 km (Fahrtstrecke) nordöstlich von Brest.

## Geschichte
Im Verlauf des Hundertjährigen Krieges (1337–1453) wurde die mittlerweile erneuerte Kirche im Jahr 1375 von den Engländern zerstört, aber wiederaufgebaut. Der im unteren und mittleren Bereich als Laternenturm gestaltete Glockenturm (clocher) entstammt der Zeit um 1430; sein von kleinen Drei- bis Sechspässen durchbrochener steinerner Spitzhelm entstand etwa 40 Jahre später. Der Festungsbaumeister Vauban bezeichnete den Turm als das gewagteste Bauwerk, dass er kenne. Zu Beginn des 19. Jahrhunderts sollte er auf Befehl Napoleons abgerissen werden, doch wegen seiner Bedeutung als Landmarke für die Küstenschifffahrt blieb er erhalten.

## Architektur
Markantester Bauteil ist der insgesamt etwa 78 m hohe überaus schlanke, in mehrere Abschnitte gegliederte, im Grundriss quadratische Glockenturm mit seinem von vier mehrstöckigen und nach allen Seiten geöffneten Ecktürmchen umstandenen oktogonalen Spitzhelm; er ist der höchste Kirchturm der Bretagne. Die Westfassade der Kirche zeigt drei Maßwerkfenster, aber ein nur wenig beeindruckendes Portal. Die Südfassade der Kirche beeindruckt hingegen durch ein spätgotisches Portal sowie durch hohe Fenster und einer – für bretonische Kirchen typischen – Giebelfront. Auch das Nordportal ist sehenswert.
Das Innere des Langhauses ist dreischiffig mit Gewölben aus Holz; der durch Triumphbögen von Kirchenschiff abgegrenzte flachschließende Chorbereich ist nur zweischiffig und endet mit einem mehrbahnigen Maßwerkfenster. Oberhalb der Vierung öffnet sich eine spektakuläre Turmlaterne.

## Ausstattung
Die reichhaltige barocke Ausstattung besteht im Wesentlichen aus dem Hauptaltar (Autel de la Vierge), einem Nebenaltar (Autel de la Visitation) und der Kanzel (chair). Ein kleiner Altar präsentiert die Statuen der 7 Gründungsbischöfe der Bretagne. Die alten Kirchenfenster (vitreaux) wurden in den Revolutionsjahren zerstört; die neuen – darunter eines aus dem Jahr 2012 von dem koreanischen Dominikanerbruder Kim En Jong – stammen aus dem 19. bis  21. Jahrhundert.

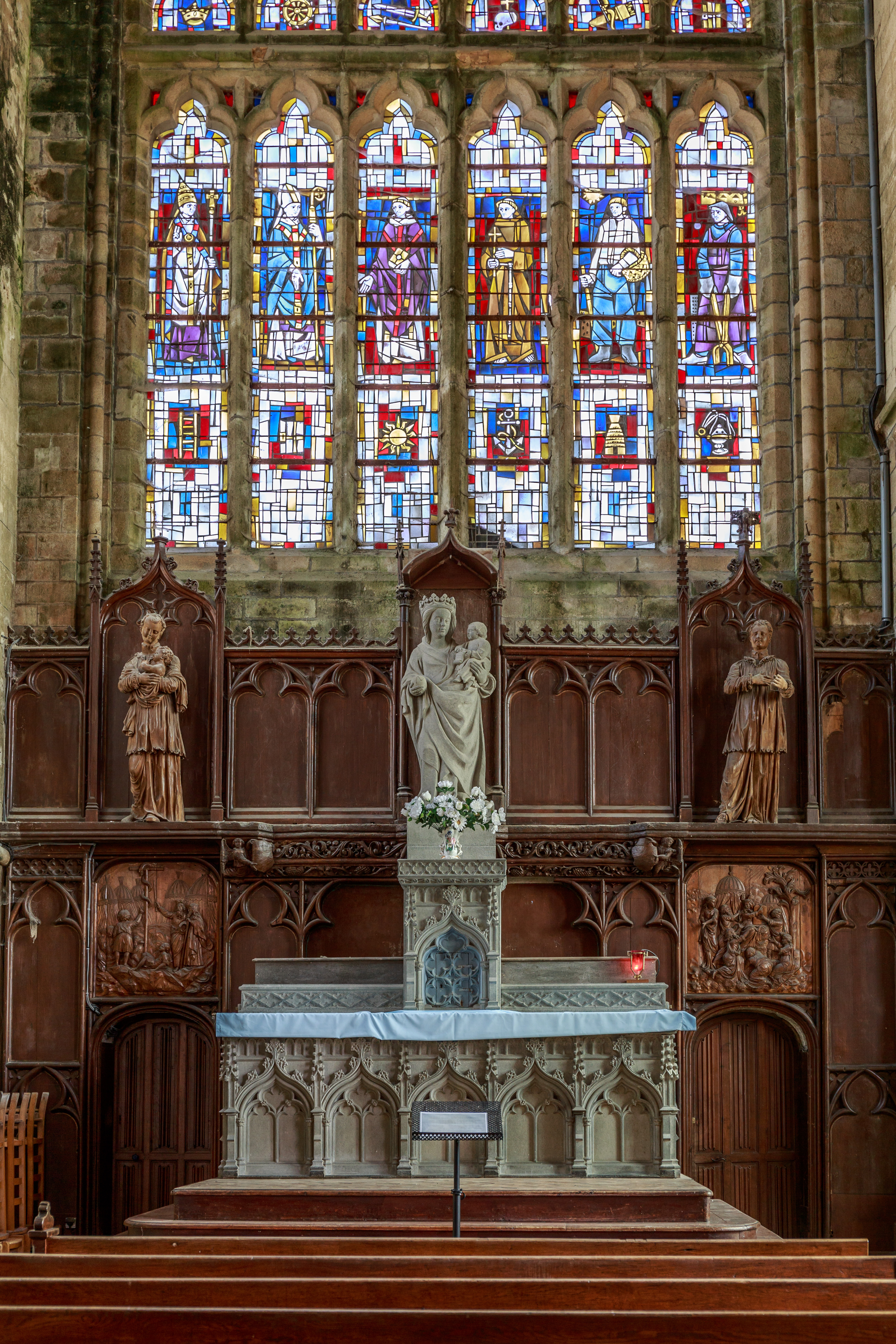
Autel de la Vierge
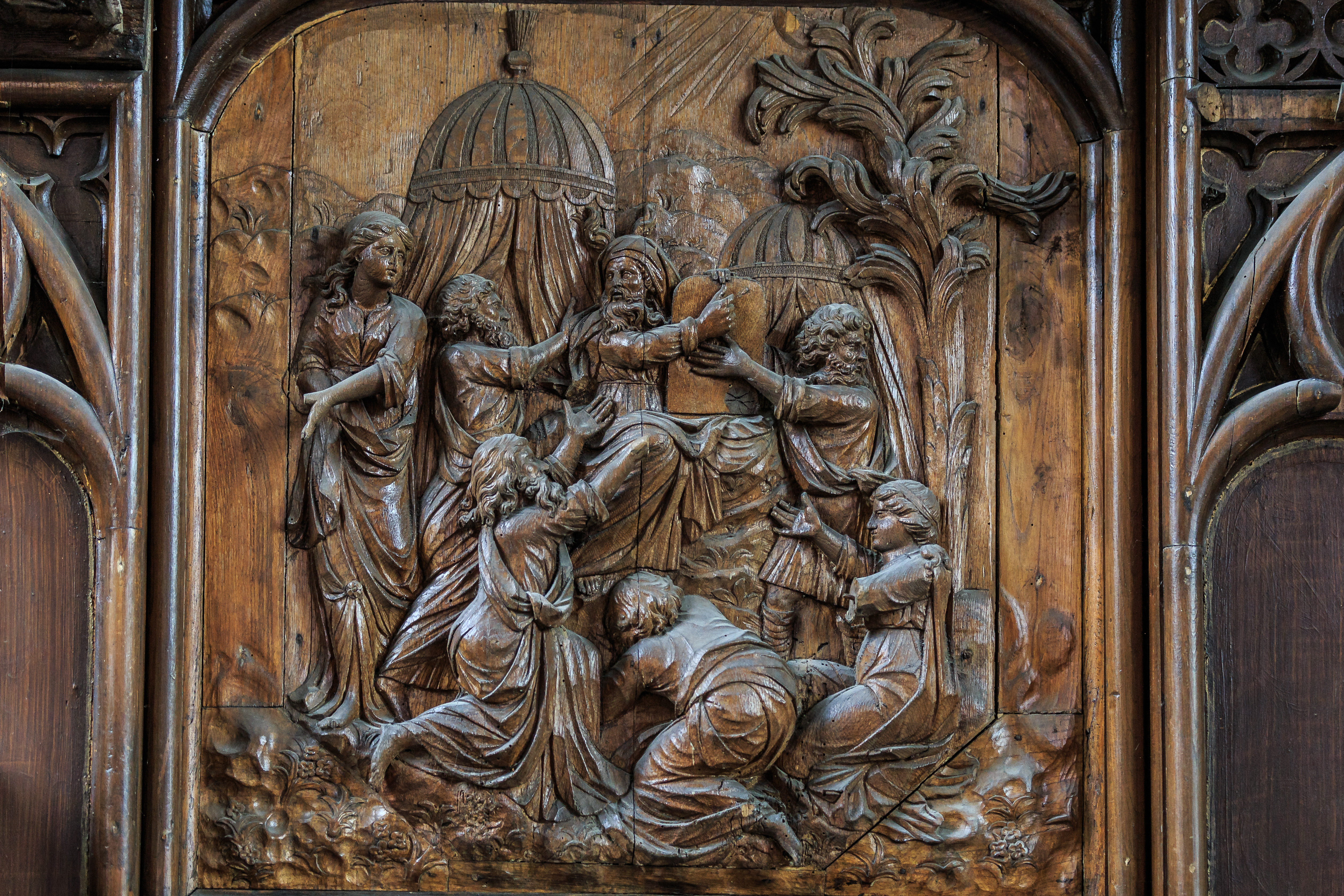
Detail
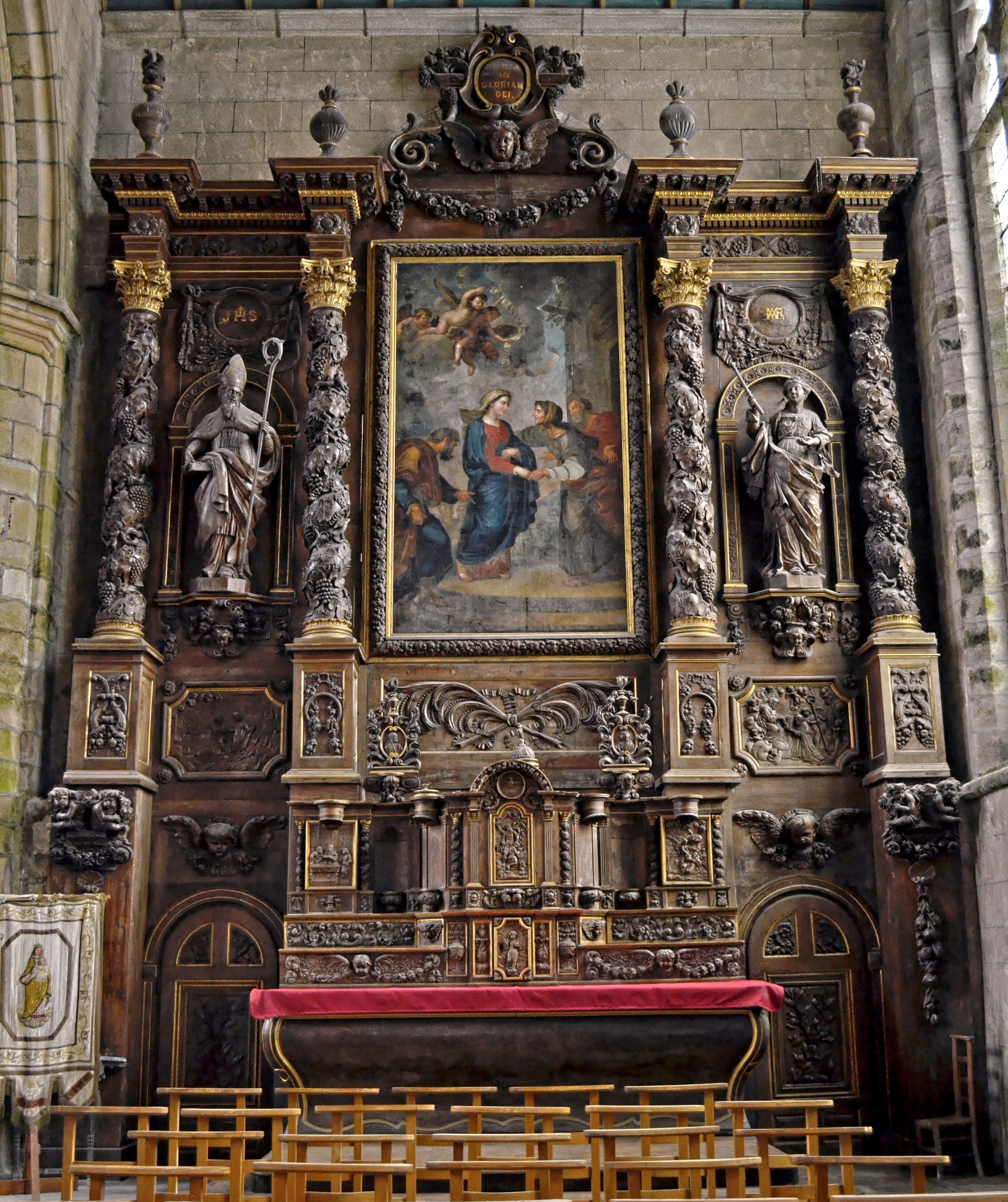
Autel de la Visitation
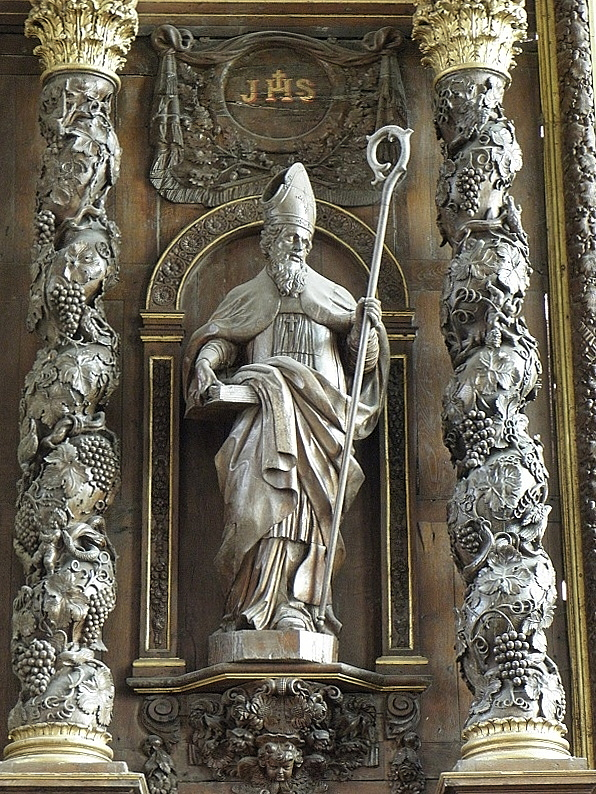
Detail
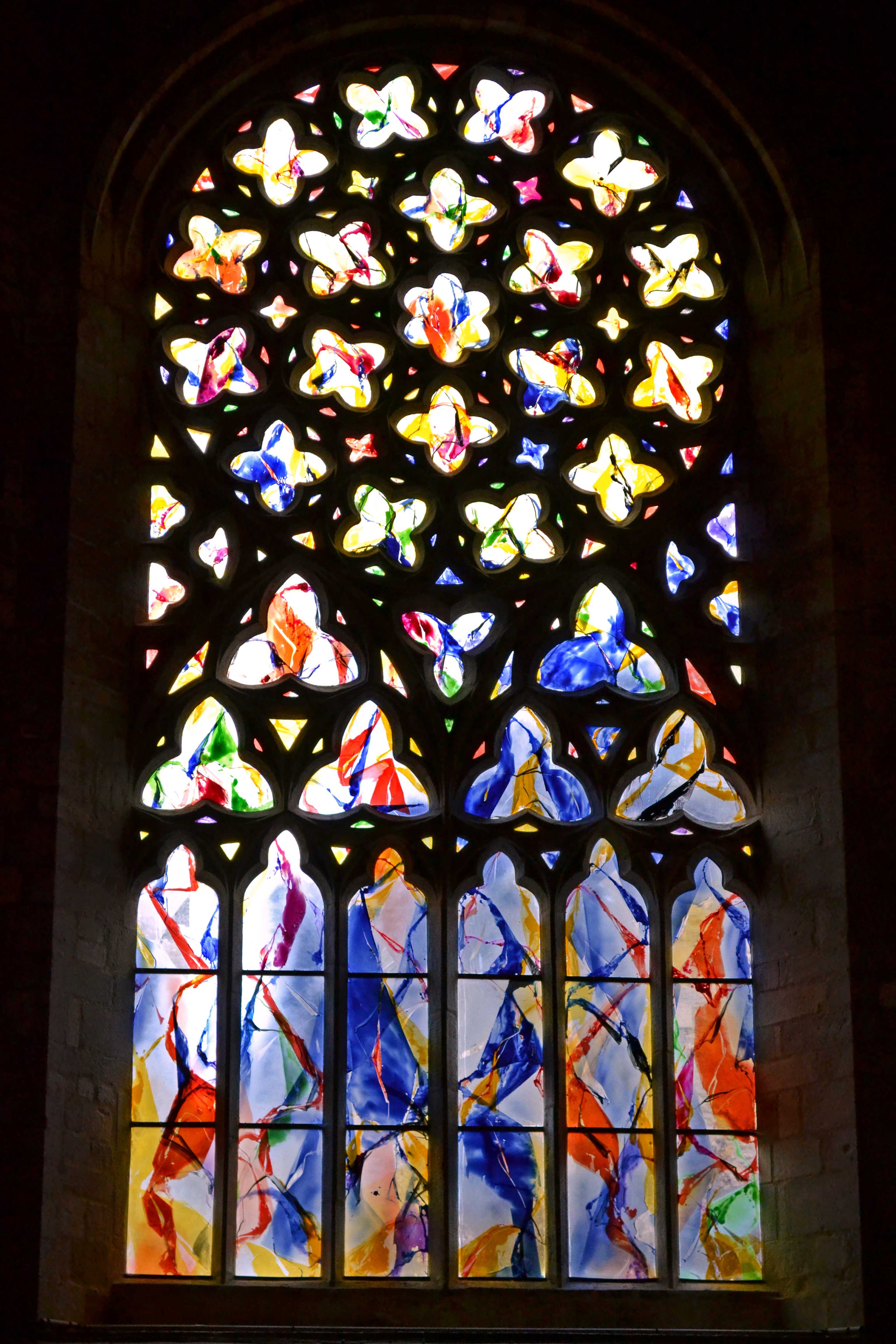
Fenster von Kim En Jong
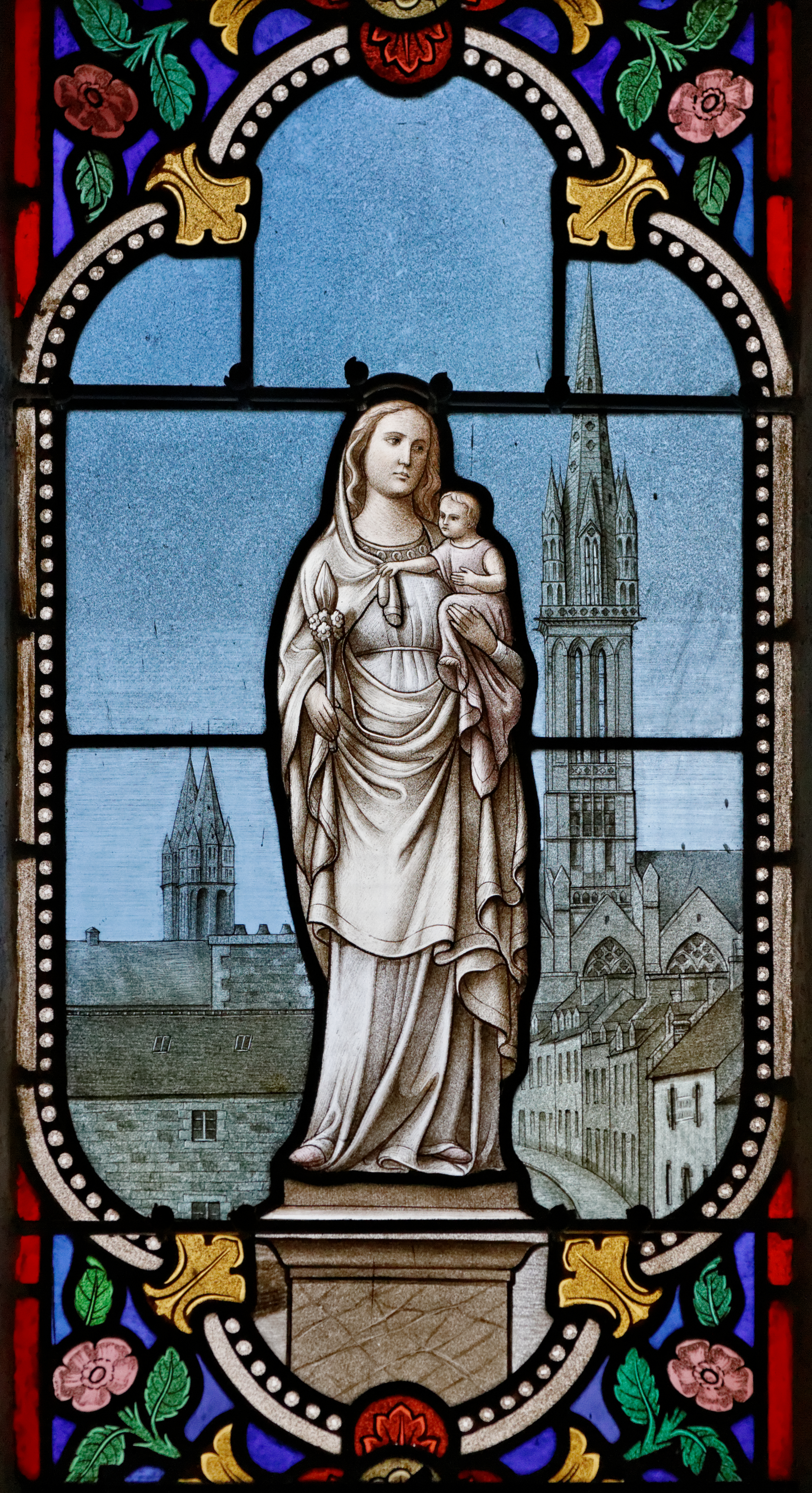
Fenster der Kathedrale von Quimper mit einer Abbildung der Türme von Saint-Pol-de-Léon